# Bratan Tzenov
Bratan Tzenov   (Lukovit, 7 de gener de 1964) és un lluitador búlgar, ja retirat, especialista en lluita grecoromana, que va competir durant les dècades de 1980 i 1990.
Durant la seva carrera esportiva va prendre part en tres edicions dels Jocs Olímpics d'Estiu, el 1988, 1992 i 1996. El 1988, a Seül, va guanyar la medalla de bronze en la competició del pes minimosca del programa de lluita grecoromana. El 1992, a Barcelona, fou cinquè en la competició del pes mosca del programa de lluita grecoromana. El 1996, a Atlanta, quedà eliminat en sèries del pes minimosca.
En el seu palmarès també destaquen una medalla d'or, dues de plata i dues de bronze al Campionat del món de lluita i tres d'or, tres de plata i una de bronze al Campionat d'Europa de lluita.